# Marcel Nguyen
Marcel Van Minh Phuc Long Nguyen (* 8. září 1987 Mnichov) je německý reprezentant ve sportovní gymnastice. Měří 167 cm a váží 58 kg.
Gymnastice se věnuje od čtyř let. Začínal v TSV Unterhaching, byl členem sportovní skupiny Bundeswehru, kde ho trénoval Valerij Bělenkij, od roku 2014 je členem klubu KTV Straubenhardt. V německé reprezentaci debutoval na mistrovství světa ve sportovní gymnastice 2006. Na domácím šampionátu v roce 2007 získal s německým týmem bronzovou medaili. Na Letních olympijských hrách 2008 skončil v soutěži družstev na čtvrtém místě. Na mistrovství Evropy ve sportovní gymnastice zvítězil v roce 2010 s týmem a v letech 2011 a 2012 na bradlech. Na Letních olympijských hrách 2012 získal stříbrnou medaili ve víceboji a na bradlech, byl sedmý v soutěži družstev a osmý v prostných. Na olympiádě v roce 2016 skončil s německým týmem na sedmém místě. Je dvojnásobným mistrem Německa ve víceboji (2010 a 2018), devět titulů získal na bradlech, sedm na kruzích a jeden v prostných.
Je po něm pojmenován prvek cvičení na bradlech The Nguyen.
V roce 2012 obdržel ocenění Silbernes Lorbeerblatt.
Jeho matka je Němka a otec pochází ze středního Vietnamu.